# Georg Baselitz

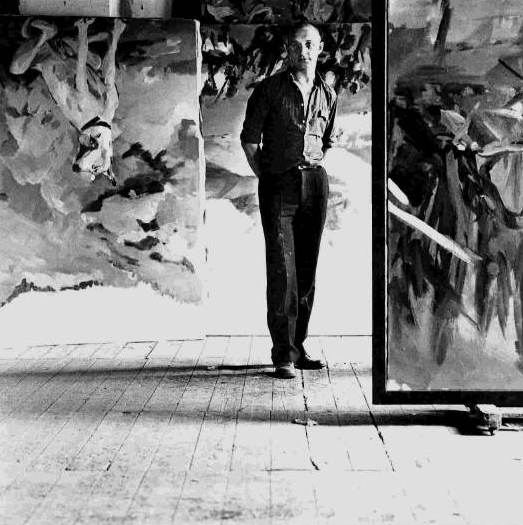
Georg Baselitz (1971)
Foto: Lothar Wolleh

Georg Baselitz (egentligen Hans-Georg Kern), född 23 januari 1938, är en av de mest betydande konstnärerna inom neoexpressionismen.

## Biografi
Konstnärsnamnet "Baselitz" kommer av den tyska ort där han växte upp och gick i skola, Deutschbaselitz, som idag är en del av Kamenz i östra Sachsen. År 1956 påbörjade han en utbildning vid en konsthögskola i Weissensee i Östberlin, där han snart tvingades sluta, av politiska skäl. Nästa år fortsatte han istället sin konstnärliga utbildning i Västberlin, vid det som idag heter Universität der Künste. Han kom att bosätta sig i väst, där han också bildade familj.  Sedan 2013 bor han med sin fru i Salzburg och är sedan 2015 även österrikisk medborgare.

## Konst

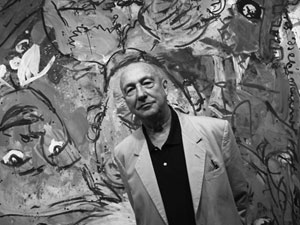
Georg Baselitz
Foto: Erling Mandelmann

Baselitz kom att bli en av de främsta företrädarna för den tyska neoexpressionismen, som i reaktion mot minimalism och konceptuell konst istället sökte ymnigt färgrika och figurativa uttryck, som för betraktaren skulle förmedla en mer direkt känsla. Han var en av de främsta inspiratörerna för de unga tyska konstnärer som i början av 1980-talet bland annat kallades "Die Neuen Wilden – De nya vilda", och ibland räknas han också till dem.
År 1969 började Baselitz måla sina motiv upp och ned, med motiveringen att större vikt skulle läggas på upplevelsen av formen och den målade ytan, men på 1980-talet började ämnesinnehållet åter få större vikt. Ett genomgående tema i hans konstnärskap har varit tyskarnas förhållande till det tunga arvet efter Nazityskland, och även diktaturen i Östtyskland, och han har inte dragit sig för att provocera.
Baselitz har också arbetat med skulptur, ofta grovhuggna figurer i monumentalformat som ger kraftfullt uttryck. Även i sina grafiska verk, med trä- och linoleumsnitt, har han gärna arbetat i storformat.